# Leonardo DiCaprio
Leonardo Wilhelm DiCaprio (* 11. listopadu 1974 Los Angeles) je americký herec, filmový producent a environmentální aktivista. Za roli Hugha Glasse ve snímku Revenant Zmrtvýchvstání (2015) obdržel Oscara za nejlepší mužský výkon v hlavní roli, Zlatý glóbus i Cenu BAFTA.
Zlatým glóbem byl také oceněn za hlavní roli ve filmu Letec a cenou Berlínského mezinárodního filmového festivalu za úlohu Romea ve snímku Romeo a Julie. Přesvědčivě vytváří postavy explozivní, temperamentní, zranitelné, často psychicky narušené. Mezi jeho nejznámější filmy patří Titanic (1997), Chyť mě, když to dokážeš (2002), Letec (2004), Počátek (2010), Velký Gatsby (2013) či Vlk z Wall Street (2013).

## Život
Narodil se 11. listopadu 1974 poblíž Hollywoodu v Kalifornii jako jediný syn ilustrátora a distributora undergroundových komiksů, napůl Itala a napůl Němce, a jeho ženy, sekretářky německého původu s ruskými kořeny.
Jeho matka se přistěhovala z Německa do Spojených států během padesátých let, zatímco jeho otec byl již ze čtvrté generace americké rodiny původem z jižní Itálie (oblast kolem Neapole) a Bavorska v jižním Německu.
Jeho rodiče se seznámili na vysoké škole a téměř okamžitě se spolu odstěhovali do Los Angeles. O jeho křestním jménu se traduje historka, že jej dostal během návštěvy muzea v Itálii, kdy si jeho těhotná matka zrovna prohlížela obraz Leonarda da Vinci a prvně ucítila kopnutí svého malého dítěte. Počínaje tímto ,incidentem' bylo jasné, že jej pojmenuje právě po tomto proslulém renesančním umělci – Leonardo. V roce 1975, když byl pouhý jeden rok stár, se rodiče rozvedli a on dál vyrůstal převážně s matkou a s otcem se vídal jen občas.
Když vyrostl, navštěvoval základní školu Seeds, později maturoval na John Marshall High School a následně pokračoval ve studiu na Los Angeles Center for Enriched Studies (LACES) po dobu čtyř let.
Během svého života měl několik vztahů, převážně s modelkami těch nejzvučnějších jmen jako Kristen Zangová (1996–1998), Gisele Bündchen (2000–2005) a od roku 2005 izraelská modelka Bar Refaeli. Od roku 2011 (po rozchodu s Bar Rafaeli) byl často vídán v přítomnosti americké herečky a modelky Blake Lively. Mezi jeho blízké přátele patří herci Tobey Maguire, Kevin Connolly, Lukas Haas a Kate Winslet.
Jde o velkého sympatizanta ochrany životního prostředí a dlouhodobě se věnuje taktéž různým humanitárním činnostem (společně s Georgem Clooneym daroval 1 milion dolarů na podporu Haiti zasažené zemětřesením roku 2010).
Roku 2014 byl generálním tajemníkem OSN Pan Ki-munem jmenován poslem míru Spojených národů s přednostním zaměřením na boj proti globálnímu oteplování. V rámci toho mimo jiné natočil film Je s námi konec? o dopadech globálního oteplování způsobeného lidmi.

## Herecká kariéra
Jeho první vystoupení v televizi proběhlo v reklamách na nejrůznější výrobky jako jsou např. výrobky z obilnin, dětské hračky nebo žvýkačky a dále se objevoval ve „výchovných filmech“ jako je např. Mickyho klub bezpečnosti (Micky's Safety Club) a Co dělat s rodičem, který bere drogy (How to Deal with a Parent Who Takes Drugs). Následující filmová kariéra se dá de facto rozdělit do tří odlišných etap.

### 1991–1997
Jako herec se poprvé objevoval v televizních seriálech The Outsiders (1990), Parenthood (1990), Santa Barbara (1990) či Growing Pains (1991–1992). Na svůj samotný filmový debut si musel počkat do roku 1991, kdy byl obsazen do hlavní role Joshe v pokračování hororového snímku Critters 3. Roku 1992 následoval další film, thriller Jedovatý břečťan, kde si jako osmnáctiletý zahrál po boku o rok mladší Drew Barrymoreové, avšak až snímkem Dospívání po americku (1993) s Robertem de Niro a Ellen Barkin se mohl vrýt divákům do paměti jako více než talentovaný mladý herec. Za tento film byl také vůbec poprvé oceněn – konkrétně cenou Asociace chicagských filmových kritiků.
Tentýž rok natočil snímek Co žere Gilberta Grapea po boku Johnnyho Deppa, kde bravurně ztvárnil jeho mentálně handicapovaného bratra Arnieho, za což mu byla posléze právem přisouzena nominace na Oscara a Zlatý glóbus za vedlejší roli. Tento film se stal do jisté míry DiCapriovým milníkem v herecké kariéře, nejen protože byl sám o sobě finančně úspěšný a chválený kritikou, ale jelikož od té doby byl Leonardo Dicaprio znám jako nejen talentovaný, ale i vysoce oceňovaný mladý herec a to v příštích letech pochopitelně přitáhlo obrovský zájem o jeho osobu.
Roku 1995 byl obsazen dokonce do tří celovečerních filmů, westernu Rychlejší než smrt režiséra Sama Raimiho s hereckými veličinami Sharon Stone, Genem Hackmanam a v té doby téměř neznámým Russellem Crowem, Basketbalových deníků, kde zahrál přesvědčivě mladistvého narkomana a Úplné zatmění, kde ztvárnil postavu prokletého básníka Arthura Rimbauda. Tato trojice snímků sice nezískala větší ohlas, nicméně jednoznačně posilovala DiCapriův status velice nadějného herce. V závislosti na předvedených výkonech ve filmových dílech z roku 1995 a pochopitelně pro jeho půvabnou, zranitelnou tvář si jej vybral režisér Baz Luhrmann, aby s ním natočil moderní verzi Romea a Julie, kde měl DiCaprio hrát postavu samotného Romea. Touto rolí rebelujícího milovníka se úspěšně vkradl do povědomí mnohých mladých slečen jakožto nový sexsymbol a pomalu dával vzniknout pojmu tzv. leománie, která se však naplno rozhořela až o rok později. Vyjma této nabyté popularity byl taktéž odměněn Stříbrným medvědem na festivalu v Berlíně. V tomtéž roce si vystřihnul roli problémového mladíka ve filmu Marvinův pokoj (1996), kde se objevil společně s Meryl Streep, Dianou Keatonovou a Robertem de Niro.
Roku 1997 si jej vybírá do svého velkoprojektu režisér James Cameron do role chudého, ale srdečného mladíka Jacka Dawsona ve velkorozpočtovém romanticko-katastrofickém blockbusteru Titanic. V něm se Jack v podání DiCapria bezhlavě zamiluje do dívky z vyšších vrstev (fantasticky ztvárněnou Kate Winslet) a společně čelí osudu v nejslavnějším příběhu o pýše a pádu nejznámější parní lodě na světě.
Fenomén Titanic, jenž vydělal obrovské množství peněz a zasloužil se o nehynoucí slávu jeho stvořitele (úžasných 14 oscarových nominací, z toho 11 proměněných), se výrazně dotkl i hlavních hereckých hvězd Leonarda DiCapria a Kate Winslet. Ti se stali v tom okamžiku těmi nejslavnějšími, nejobletovanějšími mladými celebritami na planetě (oběma bylo lehce nad 20 let), s čímž ruku v ruce přicházelo, jak velké množství filmových nabídek, tak špatná společnost, sebeodcizení a nebezpečný pocit vlastního sebeuspokojení, což postihlo i samotného DiCapria.
V této první etapě své kariéry DiCaprio vyrostl z extrémně talentovaného mladého herce s obsazením v převážně nízkorozpočtových dramatech ve hvězdu první velikosti, jež byla dovršena spektakulární, mnoha Oscary ověnčenou podívanou Titanic.

### 1998–2001
Poté, co DiCaprio dosáhl maximální možné popularity, se začala jeho kariéra pomalu utápět ve snímcích, které byly (některé možná neprávem) rychle zapomenuty. Roku 1998 se objevil ve filmu Woodyho Allena Celebrity, který se snažil uštěpačně zesměšňovat poměry ve filmovém průmyslu. Zde si vystřihnul roli mladé, drzé, domýšlivé superhvězdy – tedy vlastně sebe samého, jak o pár let později DiCaprio sdělil tisku. V tom samém roce si prvně zkusil i dvojroli v Muži se železnou maskou, kde si zahrál zlodušského krále Ludvíka XIV. a jeho sympatického bratra-dvojče Filipa. Přestože se film stal do jisté míry kasovním úspěchem, ani hvězdy Leonardo DiCaprio, John Malkovich, Jeremy Irons nebo Gerard Depardieu nezabránily negativním ohlasům ze stran kritiků, kteří toto dílo nemilosrdně ztrhali.
DiCapriovým dalším projektem byla Pláž (2000) Dannyho Boyla, podle románu Alexe Garlanda, kde vytvořil postavu amerického turisty, který hledá dokonalý způsob života na tajném ostrově v Thajsku, ale postupem času zjišťuje, že žádný ráj nakonec nevydrží kvůli přirozené lidské destruktivní povaze. V Pláži se mimo jiné objevila Tilda Swinton a Robert Carlyle. Film byl opět podroben tvrdé kritice a DiCaprio se tak vinou tlaku na rok odsunul z veřejného a filmového života. Během tohoto údobí tak Leonardo stačil spadnout z pomyslného piedestalu zbožňované star a byl nucen si svou cestu na vrchol vydobýt znovu od začátku.

### 2002–2010

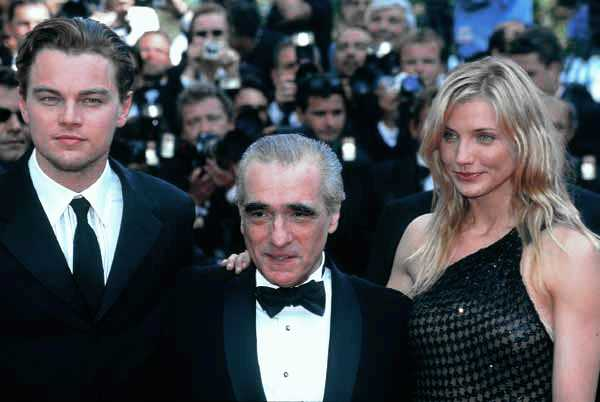
Leonardo DiCaprio, Martin Scorsese a Cameron Diaz v Cannes v roce 2002

Režiséry, kteří mu pomohli ve třetím tisíciletí odpíchnout se ode dna, byli Steven Spielberg a Martin Scorsese. První jej obsadil do své kriminální komedie Chyť mě, když to dokážeš (2002), ve které obdržel roli Franka Abagnalea Jr., mladistvého podvodníčka, který si svým šarmem a sebevědomím podmaňuje všechny okolo a zároveň sebejistě okrádá stát za pomoci falešných šeků. Za tento part byl mimo jiné nominován na Zlatý glóbus. Druhý, legendární filmový tvůrce Martin Scorsese si jej pak oblíbil natolik, že po Ganzích New Yorku (2002) ho obsadil do tří svých dalších snímků. Do Letce (2004, oscarová nominace), Skryté identity (2006) a Prokletého ostrova (2010). Tyto filmy se i s ostatními zasloužily o znovunabytí jeho proslulosti z druhé půlky 90. let. Zahrál si ve filmech Krvavý diamant (2006, oscarová nominace), Labyrint lží (2007), společně s Kate Winslet v Nouzovém východě (2008) a úspěšném sci-fi Christophera Nolana Počátek (2010).

### 2011–současnost
V roce 2011 je z něj již filmová superstar první velikosti. Je žádaný publikem, chválený kritikou, vysoce oceňován (4 oscarové nominace za herecké role, 10 nominací na Zlatý glóbus, z toho dvě proměněné), přičemž mnohé jeho snímky taktéž trhají rekordy v návštěvnosti.
Koncem roku 2012 se do amerických kin dostává v roli záporáka v Tarantinově filmu Nespoutaný DJANGO. Ztvárnil v něm jižanského otrokáře, Calvina Candieho, který se nechává oslovovat „monsieur“, ačkoliv francouzsky nemluví a hraje si na vybraného muže, ačkoliv jediné, čemu rozumí, je otrokářství – tedy je zkažený, jako jeho zuby.
V roce 2014 mu opět utekl Oscar, tentokrát za hlavní roli v dalším Scorseseho filmu, Vlk z Wall Street, a zůstal tak po čtvrté pouze nominovaným. Ve stejném roce si připsal i první nominaci za Nejlepší film, neboť byl jedním ze 4 producentů filmu Vlk z Wall Street.
V roce 2016 získal Oscara za Nejlepší mužský herecký výkon ve filmu Revenant Zmrtvýchvstání. Po čtyřleté herecké pauze se vrátil rolí herce Ricka Daltona v devátém filmu Quentina Tarantina Tenkrát v Hollywoodu (2019), kde se objevil po boku Brada Pitta. Za svůj výkon byl nominován na Oscara.
Novou dekádu zahájil rolí v nekonvenční komedii K zemi hleď! (2021), která vyšla na Netflixu a stala se jedním z nejúspěšnějších filmů této platformy. Nejnověji pak již pošesté spojil síly s režisérem Martinem Scorsesem a po boku Roberta De Nira zazářil v historickém gangstersko-westernové eposu Zabijáci Rozkvetlého Měsíce (2023), kde si zahrál dosud psychologicky nejpropracovanější postavu, Ernesta Burkharta, který páchal hrozné věci navzdory tomu, že to nebyl v zlý muž v běžném slova smyslu. Jak nám ovšem vysvětlila Hannah Arendt, tak zlo bývá i banální.

## Filmografie
| Rok  | Název                            | Role                        | Poznámky |
| ---- | -------------------------------- | --------------------------- | --- |
| 1991 | Critters 3                       | Josh                        | |
| 1992 | Jedovatý břečťan                 | Kluk                        | |
| 1993 | Dospívání po americku            | Tobias Wolff                | |
| 1993 | Co žere Gilberta Grapea          | Arnie Grape                 | Nominace – Oscar v kategorii nejlepší herec ve vedlejší roli Nominace – Zlatý glóbus v kategorii nejlepší herec ve vedlejší roli |
| 1995 | Úplné zatmění                    | Arthur Rimbaud              | |
| 1995 | Rychlejší než smrt               | Fee Herold "The Kid"        | |
| 1995 | Rváčův deník/Basketbalové deníky | Jim Carroll                 | |
| 1996 | Romeo a Julie                    | Romeo Montague              | Cena Berlínského filmového festivalu v kategorii nejlepší herec Blockbuster Entertainment Award v kategorii nejlepší herec – romantický film Nominace – Filmová cena MTV v kategorii nejlepší herec Nominace – Filmová cena MTV v kategorii nejlepší polibek (s Claire Danes) Nominace – Filmová cena MTV v kategorii nejlepší dvojice na plátně (s Claire Danes) |
| 1996 | Marvinův pokoj                   | Hank                        | |
| 1997 | Titanic                          | Jack Dawson                 | Blockbuster Entertainment Award v kategorii nejlepší herec – dramatický film Filmová cena MTV v kategorii nejlepší herec Nominace – Zlatý glóbus v kategorii nejlepší herec – drama Nominace – Filmová cena MTV v kategorii nejlepší polibek (s Kate Winslet) Nominace – Filmová cena MTV v kategorii nejlepší duo na plátně (s Kate Winslet) |
| 1998 | Muž se železnou maskou           | Král Ludvík XIV. / Philippe | |
| 1998 | Celebrity                        | Brandon Darrow              | |
| 2000 | Pláž                             | Richard                     | |
| 2001 | Don's Plum                       | Derek                       | |
| 2002 | Gangy New Yorku                  | Amsterdam Vallon            | Nominace – Filmová cena MTV v kategorii nejlepší polibek (s Cameron Diaz) |
| 2002 | Chyť mě, když to dokážeš         | Frank Abagnale Jr.          | Nominace – Filmová cena MTV v kategorii nejlepší herec Nominace – Zlatý glóbus v kategorii nejlepší herec – drama |
| 2004 | Letec                            | Howard Hughes               | také výkonný producent Filmová cena MTV v kategorii nejlepší herec Zlatý glóbus v kategorii nejlepší herec – drama Nominace – Critics' Choice Movie Award v kategorii nejlepší herec v hlavní roli Nominace – Filmová cena Britské akademie v kategorii nejlepší herec v hlavní roli Nominace – Oscar v kategorii nejlepší herec |
| 2006 | Skrytá identita                  | Billy Costigan              | Cena filmových kritiků v Austinu v kategorii nejlepší herec Cena společnosti Bostonských kritiků v kategorii nejlepší obsazení (2. místo) Nominace – Filmová cena Britské akademie v kategorii nejlepší herec v hlavní roli Nominace – Cena Chicagské filmové společnosti v kategorii nejlepší herec Nominace – People's Choice Award v kategorii nejlepší spojení na plátně (s Mattem Damonem a Jackem Nicholson) Nominace – Zlatý glóbus v kategorii nejlepší herec – drama |
| 2006 | Krvavý diamant                   | Danny Archer                | Nominace – Oscar v kategorii nejlepší herec Nominace – Critics' Choice Movie Award v kategorii nejlepší herec v hlavní roli Nominace – Zlatý glóbus v kategorii nejlepší herec – drama |
| 2007 | 11. hodina                       | Vypravěč                    | také producent |
| 2008 | Nouzový východ                   | Frank Wheeler               | Nominace – Zlatý glóbus v kategorii nejlepší herec – drama |
| 2008 | Labyrint lží                     | Roger Ferris                | |
| 2010 | Prokletý ostrov                  | Teddy Daniels               | |
| 2010 | Hubble                           | vypravěč                    | dokument |
| 2010 | Počátek                          | Dominick „Dom“ Cobb         | Nominace – Aliance of Women Film Journalists Award v kategorii nezapomenutelný moment (s Ellen Page) Nominace – Critics' Choice Movie Award v kategorii nejlepší herec v hlavní roli Nominace – Critics' Choice Movie Award v kategorii nejlepší obsazení Nominace – Filmová cena MTV v kategorii nejlepší moment (s Ellen Page) Nominace – People's Choice Award v kategorii nejlepší tým na plátně |
| 2011 | J. Edgar                         | J. Edgar Hoover             | Nominace – AACTA Award v kategorii nejlepší mezinárodní herec Nominace – Critics' Choice Movie Award v kategorii nejlepší herec v hlavní roli Nominace – Zlatý glóbus v kategorii nejlepší herec – drama |
| 2012 | Nespoutaný Django                | Calvin J. Candie            | Nominace – Cena Chicagské filmové společnosti v kategorii nejlepší herec ve vedlejší roli Nominace – Filmová cena MTV v kategorii nejlepší zloduch Nominace – Filmová cena MTV v kategorii nejlepší duo na plátně (se Samuelem L. Jacksonem) Nominace – Zlatý glóbus v kategorii nejlepší herec ve vedlejší roli – film |
| 2013 | Velký Gatsby                     | Jay Gatsby                  | AACTA Award v kategorii nejlepší herec People's Choice Award v kategorii nejlepší herec – drama Nominace – Cena filmových kritiků v Austrálii v kategorii nejlepší herec Nominace – People's Choice Award v kategorii nejlepší filmový herec |
| 2013 | Vlk z Wall Street                | Jordan Belfort              | také producent Cena společnosti Bostonských kritiků v kategorii nejlepší herec (2. místo) Critics' Choice Movie Award v kategorii nejlepší herec – komedie Filmová cena MTV v kategorii nejlepší WTF moment Zlatý glóbus v kategorii nejlepší herec – muzikál nebo komedie Nominace – AACTA Award v kategorii nejlepší mezinárodní herec Nominace – Filmová cena Britské akademie v kategorii nejlepší herec v hlavní roli Nominace – Oscar v kategorii nejlepší film (jako producent) |
| 2015 | The Audition                     | sám sebe                    | krátký film |
| 2015 | Revenant Zmrtvýchvstání          | Hugh Glass                  | Aliance of Women Film Journalists Award v kategorii nejlepší herec AACTA Award v kategorii nejlepší mezinárodní herec Cena Chicagské filmové společnosti v kategorii nejlepší herec ve vedlejší roli Cena společnosti Bostonských kritiků v kategorii nejlepší obsazení (2. místo) Critics' Choice Movie Award v kategorii nejlepší herec v hlavní roli Filmová cena MTV v kategorii nejlepší herec Filmová cena Britské akademie v kategorii nejlepší herec v hlavní roli Oscar v kategorii nejlepší herec Nominace – Cena filmových kritiků v Austinu v kategorii nejlepší herec Zlatý glóbus v kategorii nejlepší herec – drama Nominace – Filmová cena MTV v kategorii nejlepší souboj (Leonardo DiCaprio vs. Medvěd) |
| 2016 | Je s námi konec?                 | vypravěč                    | dokument |
| 2019 | Led v ohni                       | vypravěč                    | dokument |
| 2019 | Tenkrát v Hollywoodu             | Rick Dalton                 | nominace – Critics' Choice Movie Awards v kategorii nejlepší mužský herecký výkon v hlavní roli a nejlepší obsazení nominace – Filmová cena Britské akademie v kategorii nejlepší mužský herecký výkon v hlavní roli nominace – Oscar v kategorii nejlepší mužský herecký výkon v hlavní roli nominace – People's Choice Awards v kategorii nejoblíbenější filmová hvězda (drama) nominace – Satellite Awards v kategorii nejlepší mužský herecký výkon v hlavní roli nominace – Cena Sdružení filmových a televizních herců v kategorii nejlepší mužský herecký výkon v hlavní roli nominace – Zlatý glóbus v kategorii nejlepší mužský herecký výkon v hlavní roli (muzikál/komedie)                                    |
| 2021 | K zemi hleď!                     | dr. Randall Mindy           | |
| 2023 | Zabijáci rozkvetlého měsíce      | Ernest Burkhart             | |

| Rok     | Název               | Role                | Poznámky                        |
| ------- | ------------------- | ------------------- | ------------------------------- |
| 1989    | The New Lassie      | Glen                | 2 epizody                       |
| 1990    | The Outsiders       | Kluk, který se pere | Epizoda: "Pilot"                |
| 1990    | Santa Barbara       | Mladý Mason Capwell | 5 epizod                        |
| 1990–91 | Parenthood          | Garry Buckman       | 12 epizod                       |
| 1991    | Roseanne            | Spolužák Darlene    | Epizoda: "Home-Ec"              |
| 1991–92 | Growing Pains       | Luke Brower         | 23 epizod                       |
| 2008–10 | Greensburg          |                     | výkonný producent a spolutvůrce |
| 2014    | Saturday Night Live | Sám sebe (cameo)    | Epizoda: "Jonah Hill/Bastille"  |